# 张洋 (外交官)
张洋（1973年8月—），男，中华人民共和国外交官，现任中华人民共和国驻佛得角共和国特命全权大使。

## 生平
张洋曾任外交部领事保护中心常务副主任、驻印度大使馆领事参赞和外交部领事司参赞，后升任副司长。2025年7月，出任中华人民共和国驻佛得角大使。